# ロサンゼルス大都市圏
ロサンゼルス大都市圏（ロサンゼルスだいとしけん、英: Greater Los Angeles Area、あるいはサウスランド、英: Southland）は、アメリカ合衆国カリフォルニア州の南部にあるロサンゼルス市を中心とする広域都市圏（相互に関連有る都市圏の集まり）に使われる地域名である。ロサンゼルス市からロサンゼルス郡、オレンジ郡、サンバーナーディーノ郡、リバーサイド郡およびベンチュラ郡の5郡に拡がっている。アメリカ合衆国国内でも人口成長率の高い状態が何十年も続いており、最初はロサンゼルス郡に始まり、続いてオレンジ郡で増加し、現在ではインランド・エンパイアと呼ばれるサンバーナーディーノ郡、リバーサイド郡両郡を併せた地域で人口が増加している。2010年国勢調査時点におけるロサンゼルス都市圏（ロサンゼルス郡・オレンジ郡）の人口の公式統計は1,320万人以上、5郡の人口を併せると1,860万人以上となっている。どちらの数値によってもアメリカ合衆国の統計用都市圏人口では、ニューヨーク都市圏に次いで第2位である。「サウスランド」という言葉は南カリフォルニア全体に対しても使われている。
ロサンゼルス大都市圏の都市化された地域の塊はロサンゼルス郡の都心中核を取り囲んでいる。都市化という言葉は多かれ少なかれ連続的に都会化された地域に使われ、ベンチュラ郡からオレンジ郡の南側郡境まで、また太平洋からインランド・エンパイアまでが当てはまる。ロサンゼルス大都市圏は通常ロサンゼルス都市圏、インランド・エンパイアおよびベンチュラ郡を含むと一般に考えられ、その全てがアメリカ合衆国国勢調査局が定義する複合都市圏の一部である。ロサンゼルス大都市圏にはサンディエゴ郡とインペリアル郡が含まれていない。これらの郡の都市部はロサンゼルス大都市圏の都市化地域と連続しておらず、サンディエゴ市自体がサンディエゴ・ティフアナ都市圏というロサンゼルス大都市圏よりは小さいが、実質的に大きな都市圏に属しているからである。
アメリカ合衆国国勢調査局は上記5郡をロサンゼルス・ロングビーチ広域都市圏に指定しており、2020年4月1日時点の人口は18,644,680人としている。アメリカ合衆国国勢調査局に拠れば、ロサンゼルス都市圏の面積は4,850 平方マイル (12,560 km²) であり、一方広域都市圏の方は33,954 平方マイル (87,940 km²) となっているが、後者の場合の半分以上はサンバーナーディーノ郡、リバーサイド郡両郡東部の、人口が希薄な砂漠地帯までを含んでいる。

## 地理

### 都市の形態

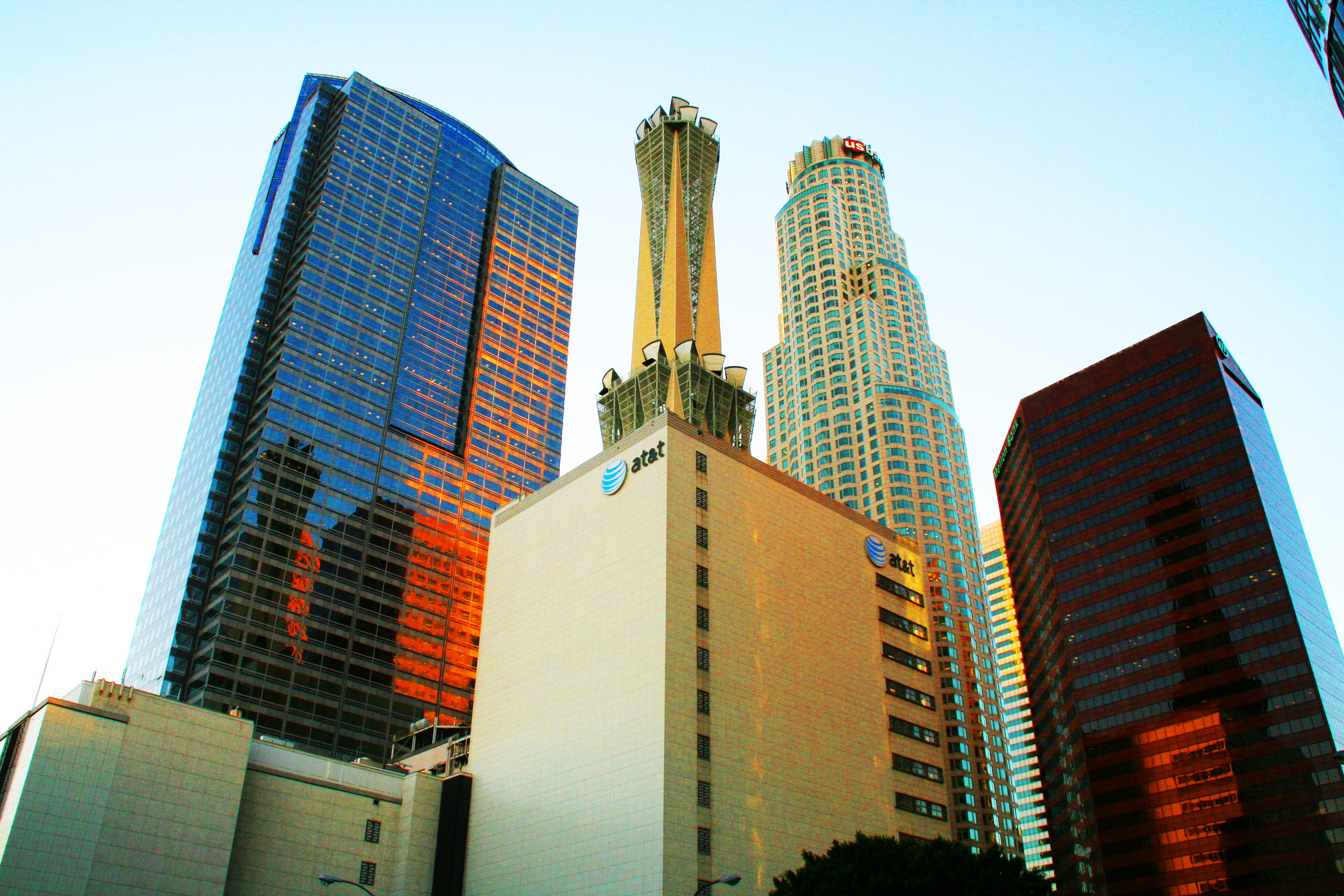
ロサンゼルス市中心街の摩天楼

ロサンゼルス市は以前からスプロール現象を起こしていると言われてきた。しかし、2000年国勢調査に拠れば、面積1,688平方マイル (4,372 km²) の「ロサンゼルス・ロングビーチ・サンタアナ都市化地域」は人口密度が7,068 人／平方マイル (2,729 人／km²) であり、アメリカ合衆国で最も密度の高い都市化地域となっている（アメリカ合衆国国勢調査局定義）。「ニューヨーク・ニューアーク都市圏」は面積3,354平方マイル (8,687 km²) で人口密度は5,309 人／平方マイル (2,050 人／km²) となっている。
一般にロサンゼルス市がスプロール現象を起こしていると考えられるのは、この地域が分散した構造になっていることが要因であるとされる。地域の文化、商業、住宅、政治、工業および公共機関が、単一の中心街に集中せず、地理的に分散されている。ロサンゼルス市全体の人口密度は他の大都市に比べて低く、例えばニューヨーク市の3分の1以下である。市域にはサンタモニカ山脈のようにほとんど人の住まない場所も含まれている。またロサンゼルス市の郊外衛星都市の多くは国内でも人口密度が高い方である。中心地域の人口密度は2000年時点で13,500 人／平方マイル (5,200 人／km²) 以上となっていた。ロサンゼルス市の都市化された地域内は、小さな土地区画、低い空室率、準郊外地域が全体的に少ないことが特徴である。地域の建物は、美観に照準を合わせた区域規制のために他の大都市に比べて高さが低い。アメリカ合衆国東海岸の都市で都市間鉄道が人口を拡散させたように、ロサンゼルス市はパシフィック電鉄で人口が拡散された。20世紀最初の10年間、この地域は密度は高いが別々の都市が鉄道で結ばれたネットワークが特徴だった。自動車の隆盛でこれらベッドタウンと人口密度が低い町とのギャップが埋められることになった。

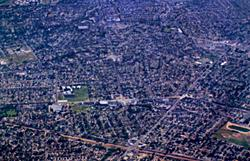
ロサンゼルス大都市圏の平らな土地は、住宅、ビル、道路および高速道路で完全に埋められている

ロサンゼルス市を取り囲む郊外地域は全方角に広がっている。20世紀の初めから市域西端に大きな人口増加があり、サンフェルナンド・バレーからベンチュラ郡東部のコネホ・バレーに拡大した。1960年代と1970年代に白人労働者階級の多くが、東ロサンゼルスや中央ロサンゼルスからこの地域に移住した。その結果、アメリカ国道101号線を通ってコネホ・バレーとベンチュラ郡で大きな人口増加が起こった。1960年代にアメリカ国道101号線が完全な高速道路に転換され、それに続いて拡張も行われたことでロサンゼルス市への通勤が容易になり、さらに西への開発の道が開けた。ベンチュラ郡とアメリカ国道101号線に沿った開発は現在でも議論が多く、経済成長には事業開発が必要と考える者に対して未開発空間を残すことを推奨する者との間に論争が続いている。この地域には現在も未開発空間と土地が豊富にあるが、そのほとんど全ては取って置かれて、各都市のマスタープランの一部として開発しないことになっている。このために、かつては不動産を購入するときにそれほど高価ではなかった地域が、2000年代に入って価格高騰することになった。例えばコネホ・バレーの住宅価格中心値は現在70万ドルから220万ドルの間にある。
ロサンゼルス地域は現在も成長を続けており、特に周辺部では新しく、安く、未開発の地域が求められている。このために人口増大と住宅価格の高騰が共に進行したが、2000年代後半に住宅バブルが弾けた。リバーサイド郡とサンバーナーディーノ郡両郡には広大な砂漠の土地も残っており、2000年から2006年の間の人口増を引き受けていた。人口増は既存の都市化地域の外側だけでなく、中心部の既存開発に隣接する場所でも続いている。アメリカのほとんどの中核都市で中心街での住宅開発が活発に進んでいるように、ロサンゼルス市でも新しいビルと元のオフィスビルの改修が進んでいる。「ロサンゼルス・ダウンタウンニューズ」は進行中の開発プロジェクトをリスト化しており、四半期ごとに更新している。

### アイデンティティ
「ロサンゼルス大都市圏」という言葉は都市圏あるいは統合された地域を示すために使うことができる。「サウスランド」という言葉はより漠然としており、そのどちらにも使うことができる。さらに「サウスランド」は地元住民よりもメディアで使われることが多い。主要都市圏の多くと同様に、中核となる中心街の外側で常に雇用機会が生じており、多くの人々が通勤し、ロサンゼルス市の外にある大きな郡や都市の郊外地で日々の活動の全てを行っている。
地域に関するアイデンティティは異論の多い問題のままであり、多くの住人は全体との関連を認めることを拒んでいる。例えば、ロサンゼルス郡とオレンジ郡は隣り合っているが、人口動態、政治および財務の特徴も共有している。オレンジ郡はメディアや住人からロサンゼルスとは別の地域と考えられる場合が多い。ロサンゼルス住民の僅か1.63％がオレンジ郡に通勤しているのに対し、オレンジ郡住民の6％以上がロサンゼルス市に通勤している。リバーサイド郡とサンバーナーディーノ郡両郡の西部は国内の郊外郡よりも通勤型の特性を帯びるようになった。これらの郡の多くの住人がロサンゼルス郡とオレンジ郡に通勤している。その一方で両郡は広大な領域があり、その東部はロサンゼルス都市圏まで距離があるために、明確な別のアイデンティティを維持している。

### 境界

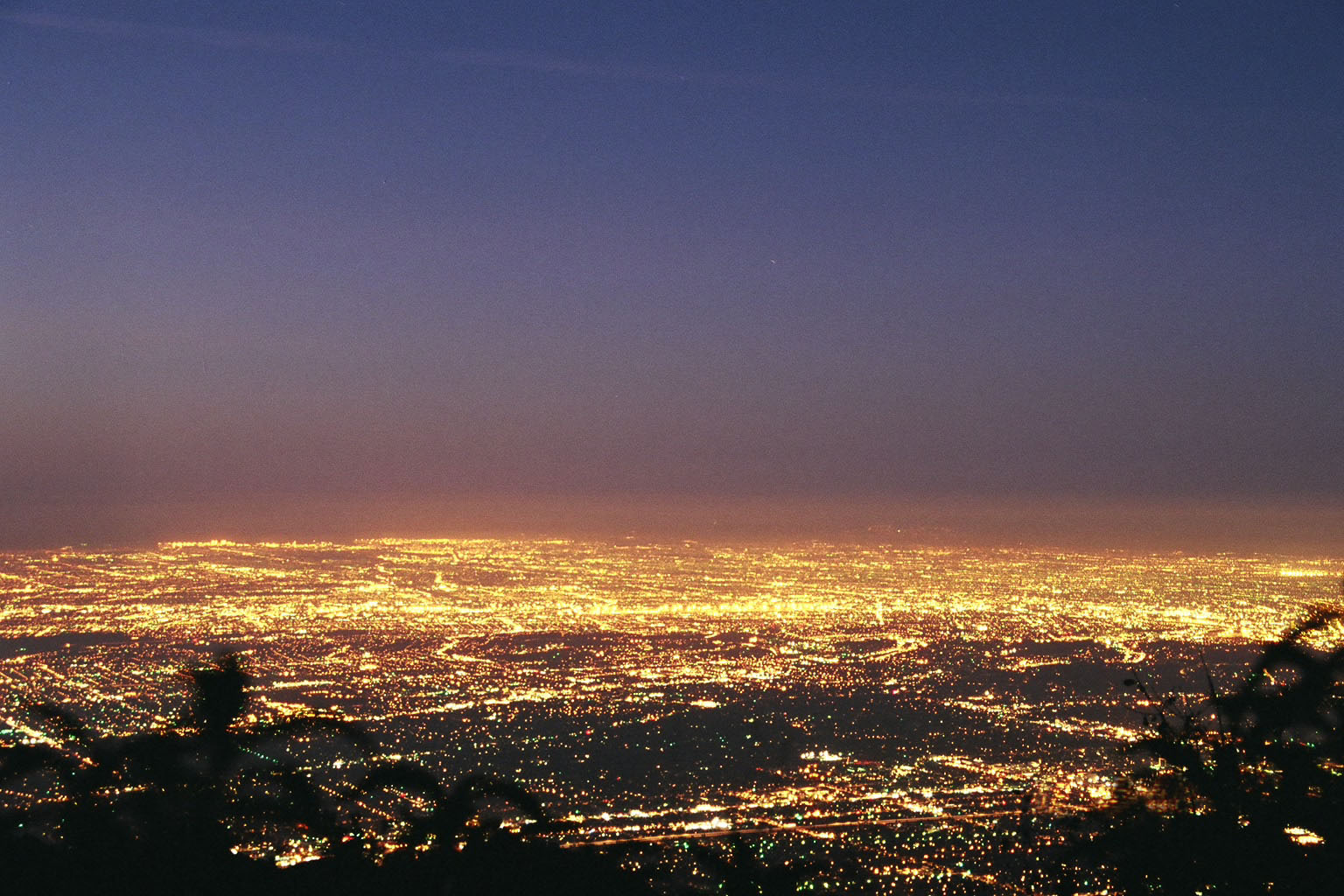
夜明けのロサンゼルス盆地

山脈や大洋のような自然の地形で区切られている地域もあれば、市境、高速道路、あるいは建設されたランドマークで境が識別される地域もある。例えば、ロサンゼルス市中心街は、西をハーバーフリーウェイ（州道110号線）、北をサンタアナフリーウェイ（国道101号線）、東をロサンゼルス川、南をサンタモニカフリーウェイと、高速道路3本と川1本で仕切られている。サンフェルナンド・バレーは中心街の北北東にあり、山脈に縁取られた幅24キロメートルの盆地である。
ロサンゼルス市の他地域には、ウェストサイド、サウスロサンゼルス（元はサウスセントラルロサンゼルス）、およびサンペドロ/ハーバーシティがある。ロサンゼルス市の「実際の市境」の外側にある隣接地域には、サウスベイ、ゲイトウェイシティズ、サンガブリエル・バレーおよびフットヒルズがある。サンペドロ/ハーバーシティ地域はロサンゼルス市に併合されたので、ロサンゼルス港へのアクセスとコントロールが可能となった。ここはハーバー・フリーウェイを辿る狭い地区によってのみロサンゼルス市と繋がっている。ロサンゼルス市民の多くはイーストサイドがロサンゼルス川の東、グレンデールとパサデナの南、ゲイトウェイシティズの北の地域と考えており、その他にイーストロサンゼルスなどロサンゼルス郡の未編入領域も含まれている。
ロサンゼルス大都市圏の中の市境は極めて複雑である。ビバリーヒルズとウェストハリウッドは完全にロサンゼルス市に取り囲まれており、この2つの市が共有する市境だけが例外である。その他カルバーシティは、ラデラハイツとボールドウィンヒルズという未編入領域と接する境界以外をロサンゼルス市に囲まれている。サンタモニカとマリナ・デル・レイもロサンゼルス市に囲まれており、大洋に面する境界だけが例外である。サンフェルナンド・バレーの北隅にあるサンフェルナンド市も完全にロサンゼルス市に囲まれている法人化都市である。
ロサンゼルス市の存在は大きいが、ロサンゼルス郡の領域の過半は未編入領域であり、郡の司法権が及んでいる。しかしこの土地の大半は容易に開発できないようになっている。すなわちサンタモニカ山脈、サンガブリエル山脈およびモハーヴェ砂漠という地形だからである。これらの地域で開発済みの土地は法人化都市の周縁部にあり、そこは完全に開発が終わっている。

## 国勢調査による統計

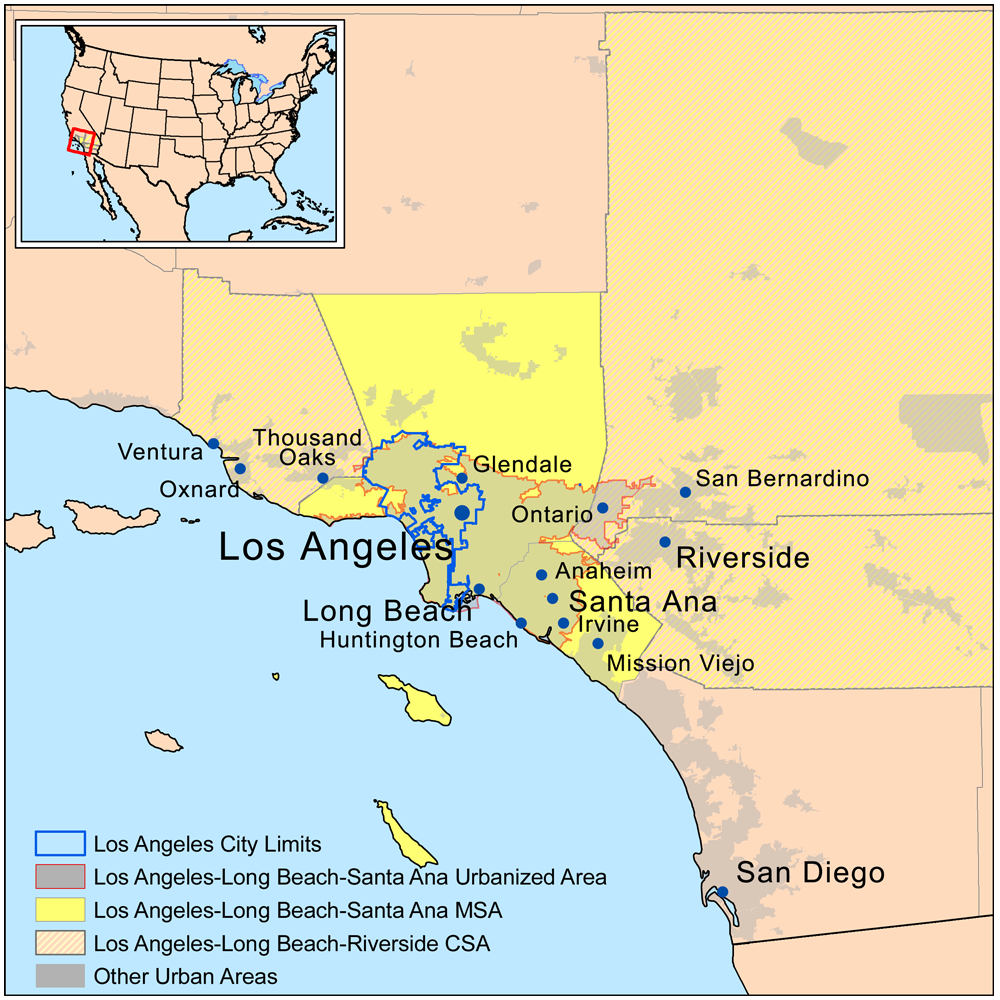
広域都市圏、都市圏および都市化地域を示すサウスランド地図

### 広域都市圏

#### 都市圏
2020年国勢調査に用いられたロサンゼルス都市圏を構成する郡はロサンゼルス郡（人口10,014,009人）とオレンジ郡（人口3,186,989人）である。ロサンゼルス郡が属する都市区分はロサンゼルス・ロングビーチ・グレンデール都市区分であり、オレンジ郡が属する都市区分はサンタアナ・アナハイム・アーバイン都市区分である。 ロサンゼルス都市圏の総人口は13,200,998人である。
ロサンゼルス・ロングビーチ・サンタアナ都市圏に加えて以下の都市圏もロサンゼルス・ロングビーチ広域都市圏に含まれている。総人口は18,644,680人である。
- オックスナード・サウザンドオークス・ベンチュラ都市圏（人口843,843人）
  - ベンチュラ郡単独
- リバーサイド・サンバーナーディーノ・オンタリオ都市圏（人口4,599,839人）
  - リバーサイド郡（人口2,418,185人）
  - サンバーナーディーノ郡（人口2,181,654人）

#### 都市化地域
この広域都市圏には幾つかの都市化地域があり複数の核を持つ都市圏になっている。
| 人口順位（全国） | 都市化地域                                     | 人口（2000年） |
| ---------------- | ---------------------------------------------- | -------------- |
| 2                | ロサンゼルス–ロングビーチ–サンタアナ           | 11,789,487     |
| 25               | リバーサイド-サンバーナーディーノ              | 1,506,816      |
| 68               | ミッションビエホ                               | 533,015        |
| 91               | オックスナード                                 | 337,591        |
| 123              | パームデール–ランカスター                      | 263,532        |
| 125              | インディオ–カセドラルシティ–パームスプリングス | 254,856        |
| 131              | テメキュラ–マリエータ                          | 229,810        |
| 143              | サウザンドオークス                             | 210,990        |
| 150              | ビクタービル–ヘスペリア–アップルバレー         | 200,436        |
| 176              | サンタクラリタ                                 | 170,481        |
| 227              | ヘメット                                       | 117,200        |
| 238              | シミバレー                                     | 112,345        |
| 368              | カマリロ                                       | 62,798         |

#### 経済地域
経済分析局は「経済地域」と呼ぶより大きな地域を定義しており、都市圏を取り巻く関連市場を含めている。経済地域は経済の中心として都市圏か広域都市圏を1つ以上含んでいる。通勤に関する情報や新聞の発行部数に基づき中心となる区域と周辺にある郡部の集合として定義されている。ロサンゼルス経済地域はロサンゼルス・ロングビーチ広域都市圏に加え、北側のサンルイスオビスポ・パソローブルズ・アロヨグランデ都市圏、ベーカーズフィールド都市圏およびサンタマリア・サンタバーバラ都市圏、南西部のエルセントロ都市圏とアリゾナ州のユマ都市圏を含んでいる。
上記に加えてアリゾナ州ラパス郡とカリフォルニア州のインヨー郡とモノ郡を加えることがある。

### 主要都市
下表はロサンゼルス大都市圏の「主要都市」であり、括弧内数字は国勢調査局による2020年人口である。

### ロサンゼルス–ロングビーチ–アナハイム都市圏

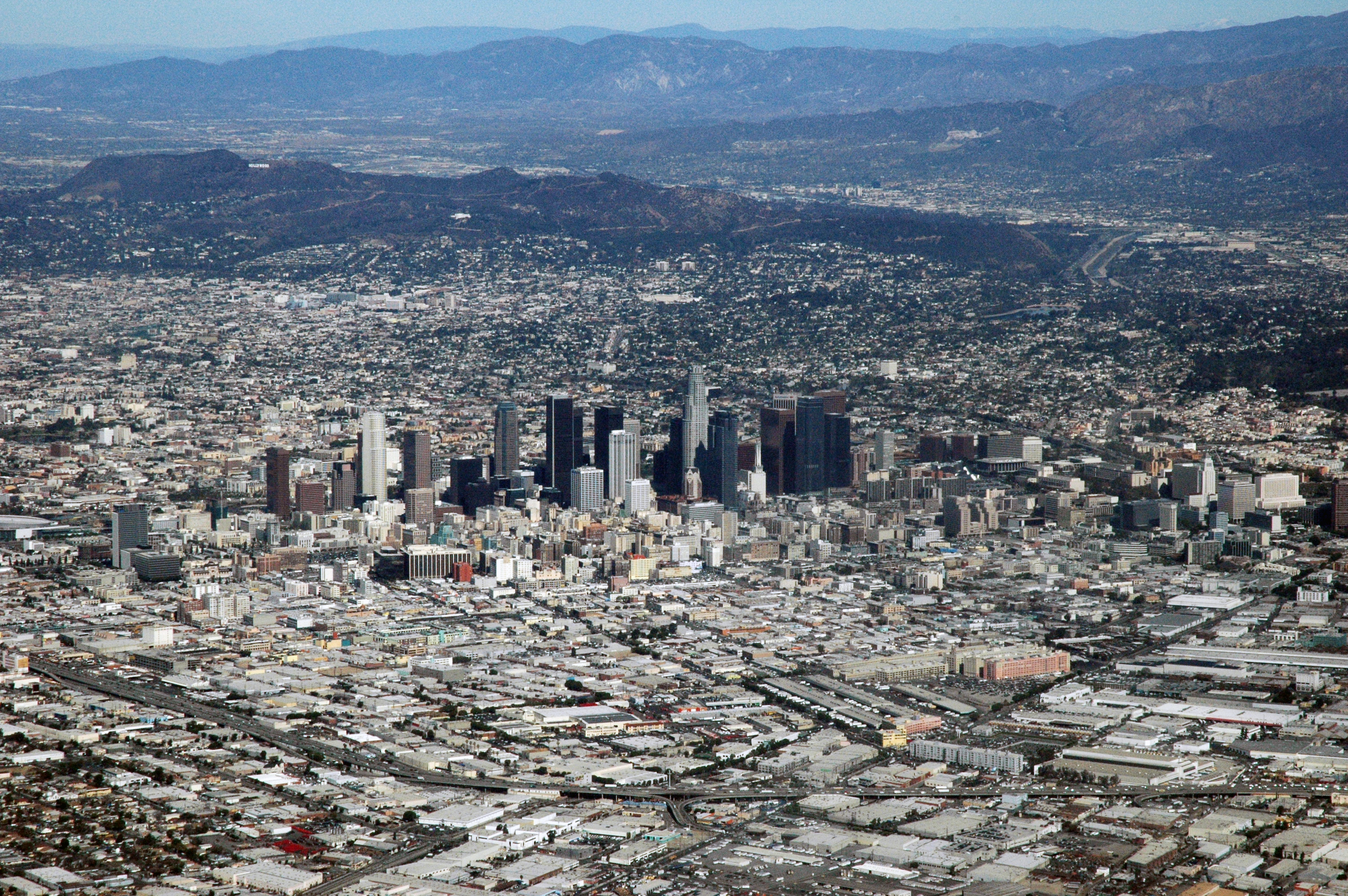
ロサンゼルス都市圏中心業務地区の概観

| - ロサンゼルス (3,898,747) - ロングビーチ (466,742) - アナハイム (346,824) - サンタアナ (310,227) - アーバイン (307,670) - サンタクラリタ (228,673) - ハンティントンビーチ (198,711) - グレンデール (196,543) - ランカスター (173,516) - ガーデングローブ (171,949) - パームデール (169,450) - ポモナ (151,713) - トーランス (147,067) | - フラートン (143,617) - オレンジ (139,911) - パサデナ (137,122) - ダウニー (114,355) - コスタメサ (111,918) - ウェストコビーナ (109,501) - エルモンテ (109,450) - イングルウッド (107,762) - バーバンク (107,337) - ノーウォーク (102,773) - コンプトン (95,740) - カーソン (95,558) - ミッションビエホ (93,653) | - サンタモニカ (93,076) - サウスゲイト (92,726) - ウェストミンスター (90,911) - ホーソーン (88,083) - ウィッティア (87,306) - レイクフォレスト (85,858) - ニューポートビーチ (85,239) - ブエナパーク (84,034) - アルハンブラ (82,868) - レイクウッド (82,496) - タスティン (80,276) - ボールドウィンパーク (72,176) - レドンドビーチ (71,576) |

### リバーサイド-サンバーナーディーノ都市圏

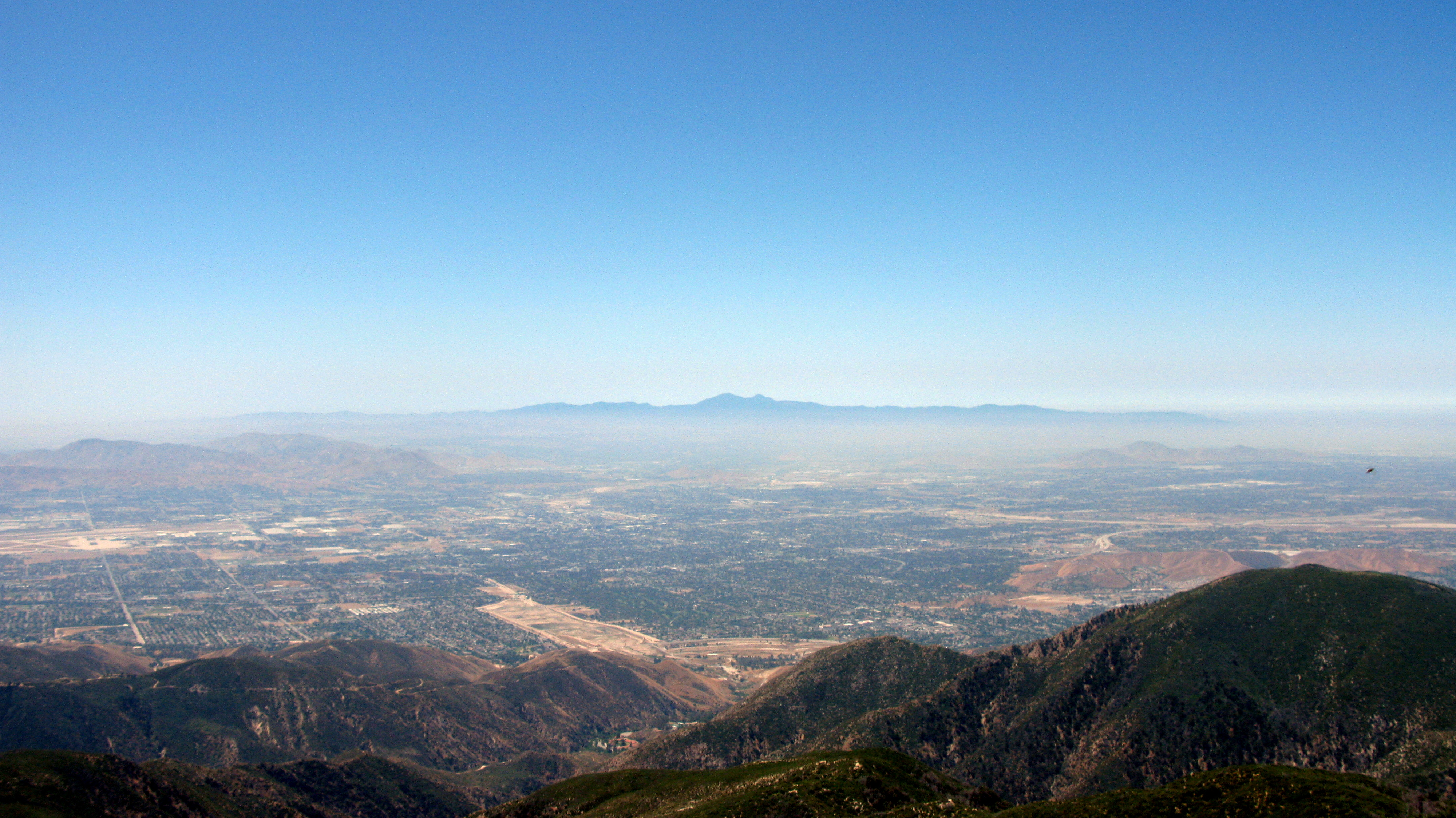
サンバーナーディーノ・バレーの光景

| - リバーサイド (314,998) - サンバーナーディーノ (222,101) - モレノバレー (208,634) - フォンタナ (208,393) - オンタリオ (175,265) - ランチョクカモンガ (174,453) - コロナ (157,136) - ビクタービル (134,810) - マリエータ (110,949) - テメキュラ (110,003) - フルパバレー (105,053) - リアルト (104,026) | - メニフィー (102,527) - ヘスペリア (99,818) - ヘメット (89,833) - チノ (91,403) - インディオ (89,137) - アップランド (79,040) - ペリス (78,700) - チノヒルズ (78,411) - アップルバレー (75,791) - レッドランズ (73,168) - レイク・エルシノア (70,265) |

### オックスナード–サウザンドオークス–ベンチュラ都市圏

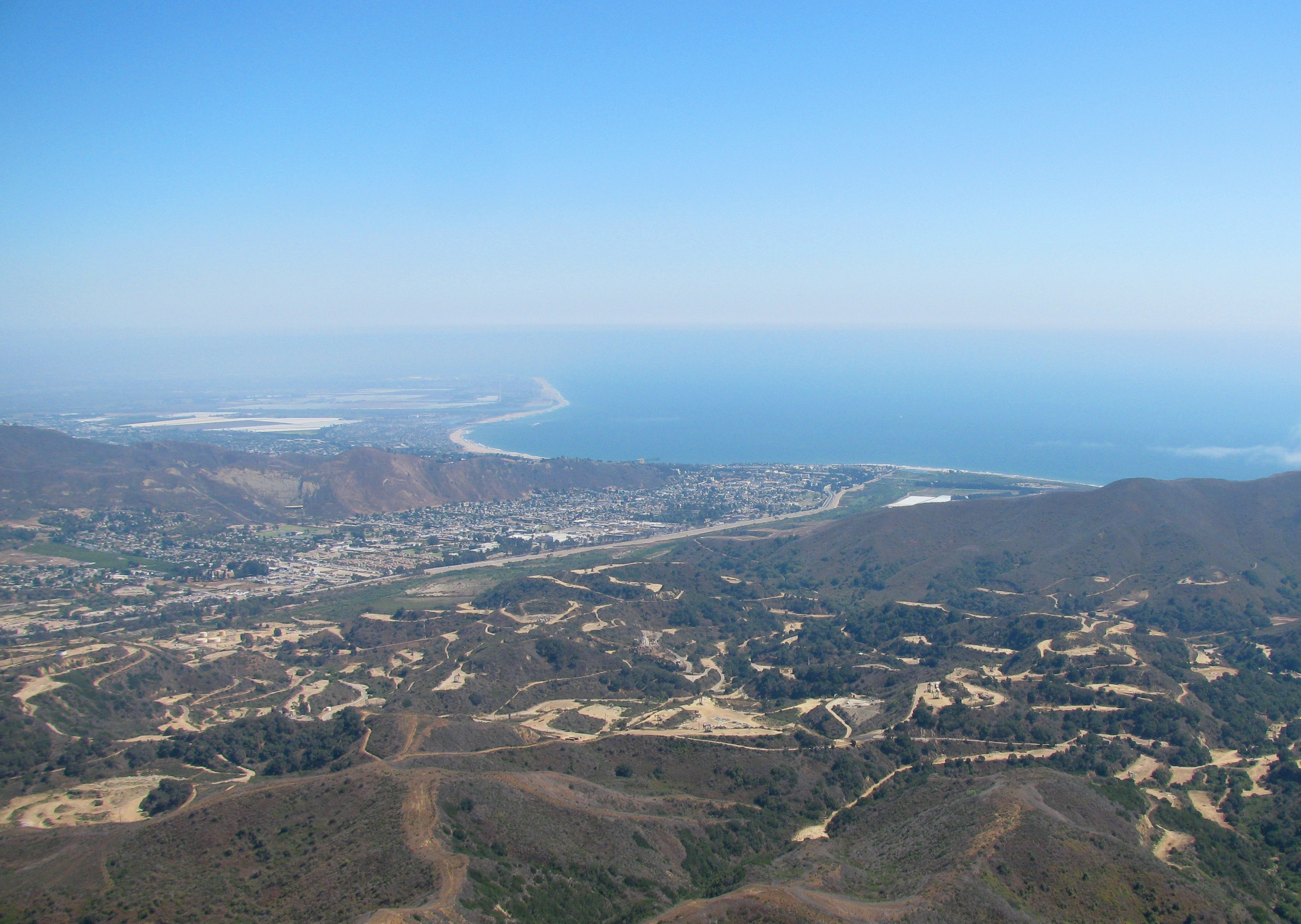
ベンチュラ海岸の光景

| - オックスナード (202,063) - サウザンドオークス (126,966) - シミバレー (126,356) | - ベンチュラ (110,763) - カマリロ (70,741) |

## サウスランドの中の地域

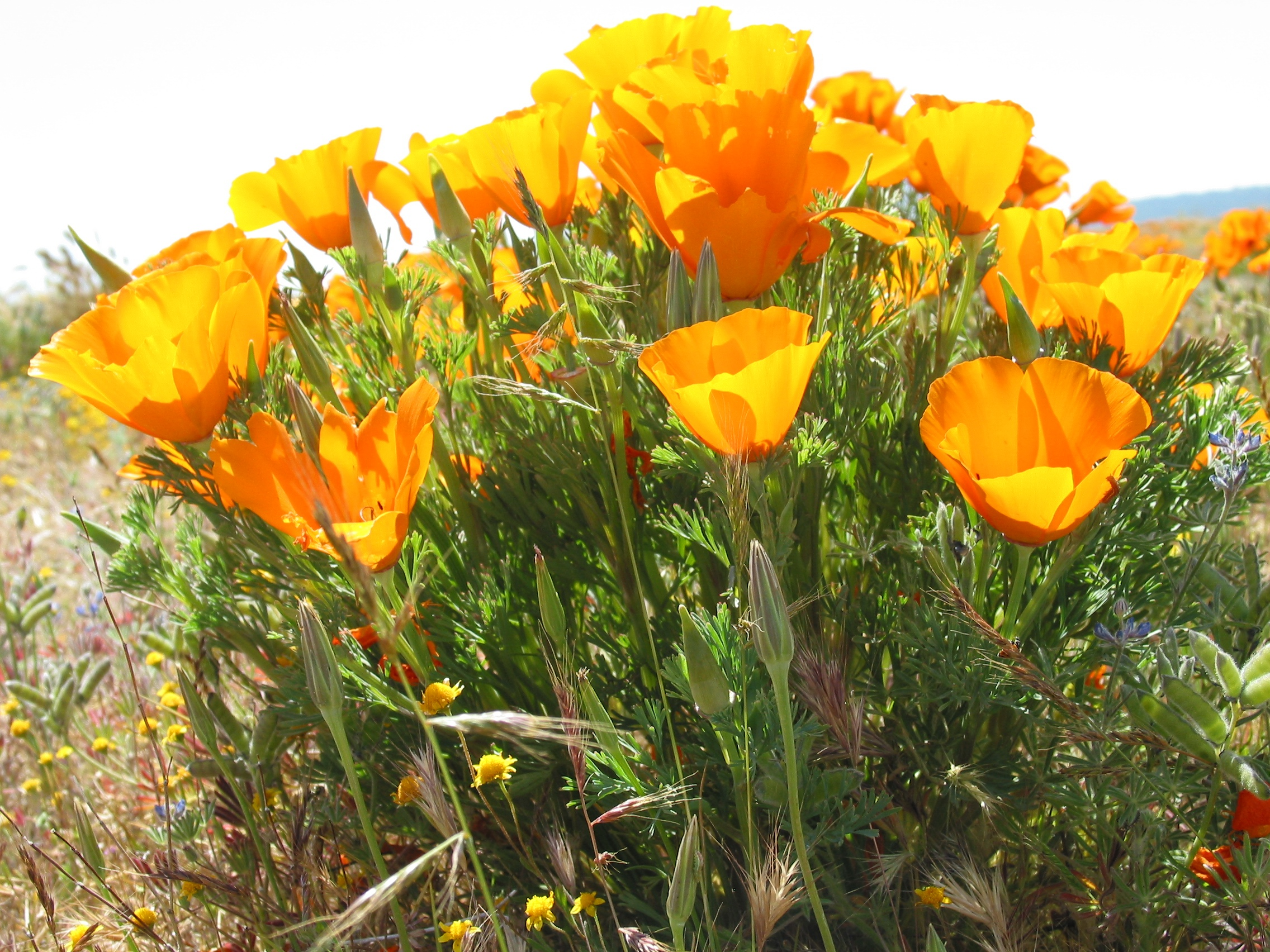
アンテロープ・バレーのカリフォルニア・ポピー

| - アンテロープ・バレー - ロサンゼルス市中心街 - コネホ・バレー - クレセンタ・バレー - イーストロサンゼルス - ゲイトウェイシティズ - オレンジ郡 | - オックスナード平原 - サンフェルナンド・バレー - サンガブリエル・バレー - サンタクラリタ・バレー - サウスベイ - サウスロサンゼルス - ウェストロサンゼルス |

## 人口動態
| 統計年 | 人口         |
| ------ | ------------ |
| 1900年 | 250,187人    |
| 1910年 | 648,316人    |
| 1920年 | 1,150,252人  |
| 1930年 | 2,597,066人  |
| 1940年 | 3,252,720人  |
| 1950年 | 4,934,246人  |
| 1960年 | 7,751,616人  |
| 1970年 | 9,972,037人  |
| 1980年 | 11,497,486人 |
| 1990年 | 14,531,529人 |
| 2000年 | 16,373,645人 |
| 2010年 | 17,877,006人 |
| 2020年 | 18,644,680人 |

以下は2000年の国勢調査による人口統計データである。
| 基礎データ - 人口: 16,373,645人 人種別出身別人口構成 - 白人： 55.1%（非ヒスパニック白人：39.0％） - アフリカン・アメリカン： 7.6％ - ネイティブ・アメリカン： 0.9％% - アジア人： 10.4％ - 太平洋諸島系： 0.3％ - その他の人種： 21.0％ - 混血: 4.7% - ヒスパニック・ラテン系: 40.3% - 外国生まれ：31.0％（以下は内数） - ラテンアメリカ出身：62.1％ - アジア出身：28.9％ - ヨーロッパ出身：6.0％ - その他地域の出身：3.0％ - アメリカ国内他州の出身：20.2％ |

20世紀にこの地域で人口が爆発的に増加したことは、その心地よい地中海性気候、石油・自動車・ゴム・映画・航空宇宙といった産業に土地と金が使えたことに帰せることができ、国内や世界中から数百万人の人々を惹き付けてきた。20世紀初期は柑橘類の生産が地域発展に重要だった。
ニューヨーク都市圏が国内最大の都市圏であるが、過去にロサンゼルス大都市圏が人口でニューヨーク都市圏を上回るという予言があった。この予言はまだ実現されておらず、過去の予言は全て的外れだった。雑誌「タイム」の1966年の記事ではロサンゼルス大都市圏が1975年までにニューヨーク都市圏を追い抜き、1990年には人口1,900万人に近付くとしていた。しかし、この記事はロサンゼルス大都市圏に南のサンディエゴまでを含めるという誤った定義だった。サンディエゴは実際にはサンディエゴ・カールスバッド・サンマルコス都市圏を形成している。「ニューヨーク・タイムズ」の1989年の記事では、ロサンゼルス大都市圏が2010年までにニューヨーク都市圏を追い抜くとしていた。しかしこの予測では人口が2010年に1,830万人になるとしており、ニューヨーク都市圏はその数字を2007年に超え、さらに50万人上積みしていた。2009年時点のニューヨーク都市圏は人口2,220万人となり、ロサンゼルス大都市圏は1,870万人と、まだ356万人の差がある。

## 政治
ロサンゼルス大都市圏は政治的に拮抗している。1970年代と1980年代は共和党寄りの傾向があった。最も人口の多いロサンゼルス郡は民主党の強い地盤であったが、1968年と1972年のリチャード・ニクソン、1980年と1984年のロナルド・レーガンは多数票を得た。ベンチュラ郡、リバーサイド郡およびサンバーナーディーノ郡は共和党支持の傾向にあるが、近年はベンチュラ郡が民主党寄りになりつつある。オレンジ郡は共和党の強い地盤であり、1940年以降の大統領選挙では全て共和党候補を選んできた。

## 経済
ロサンゼルス大都市圏は世界の経済で東京首都圏とニューヨーク都市圏に次いで3番目に大きな経済規模である。2005年のプライスウォーターハウスクーパースの研究では、ロサンゼルス都市化地域の経済は6,390億ドルと評価していた。インランド・エンパイアやベンチュラ郡を含むロサンゼルス大都市圏の経済は7,706億ドルである。
ロサンゼルス大都市圏には、アジアの自動車メーカー大手がほとんどアメリカ本社を置いている。例外は日産自動車とスバルだけである。
この大都市圏は「世界の娯楽首都」として宣伝され、大きな観光産業がある。

### テーマパーク
- ディズニーランド・リゾート

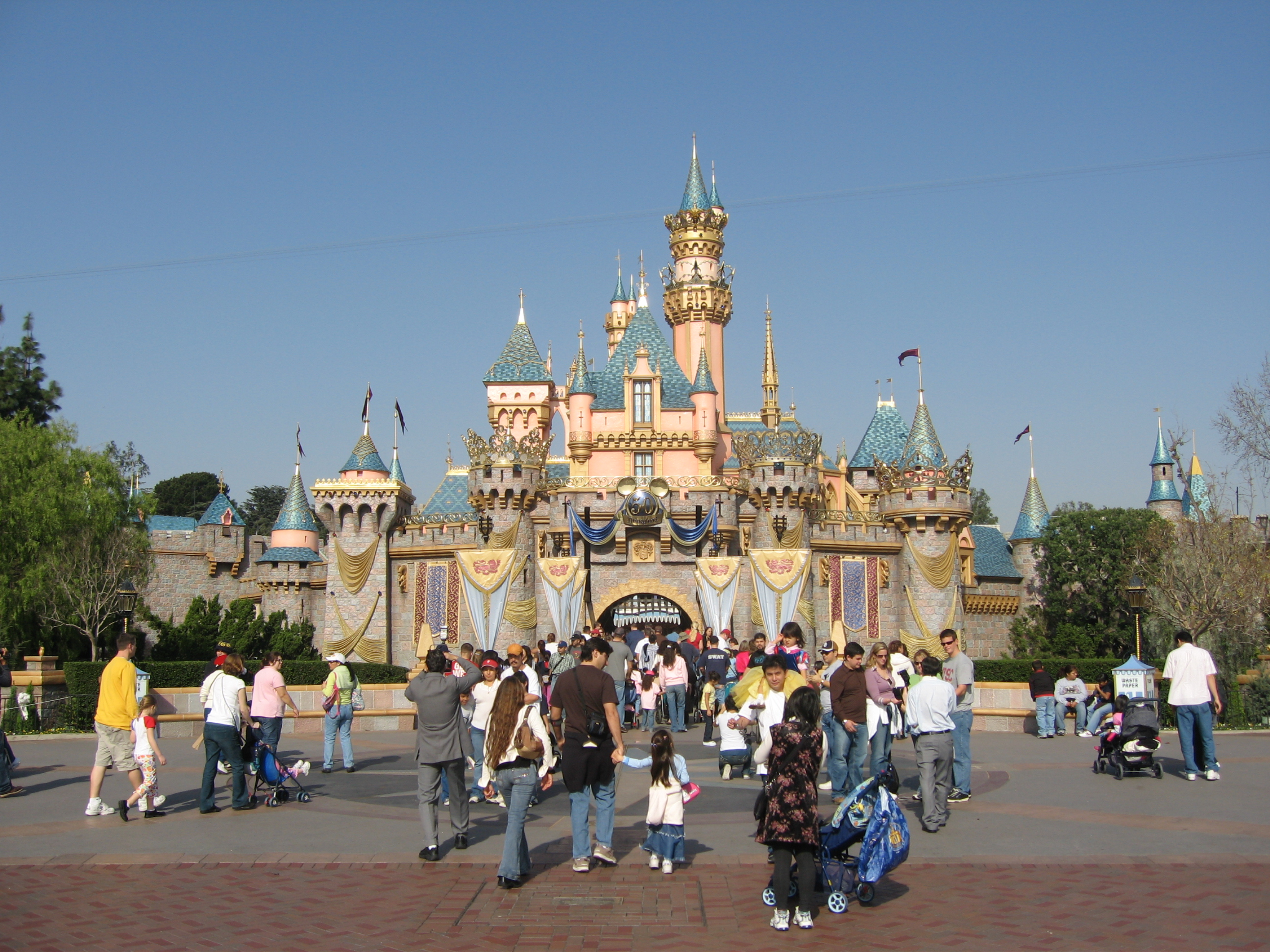
ディズニーランド・パークの眠れる森の美女の城

  - ディズニーランド・パーク[27]（旧称：ディズニーランド）
  - ディズニー・カリフォルニア・アドベンチャー
- ナッツベリーファーム
- パシフィックパーク
- シックス・フラッグス・マジック・マウンテン
- ユニバーサル・スタジオ・ハリウッド

### 海浜

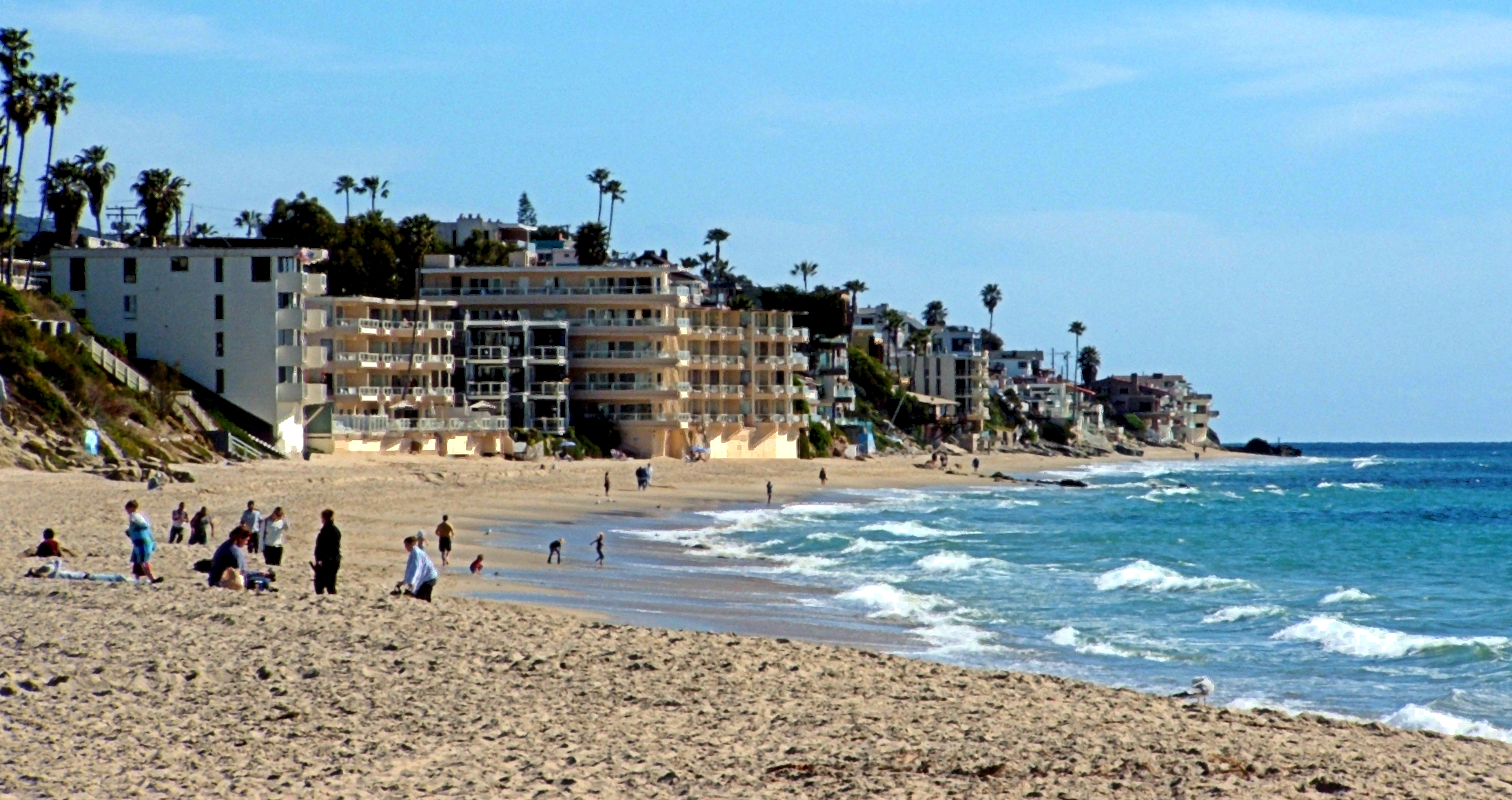
ラグナビーチ、日光浴を楽しむ人に人気がある

| - マリブ - ベニスビーチ - ハンティントンビーチ - ラグナビーチ - デイナポイント | - ニューポートビーチ - マンハッタンビーチ - ハモサビーチ - レドンドビーチ - サン・クレメンテ - サンタモニカ |

### ショッピング

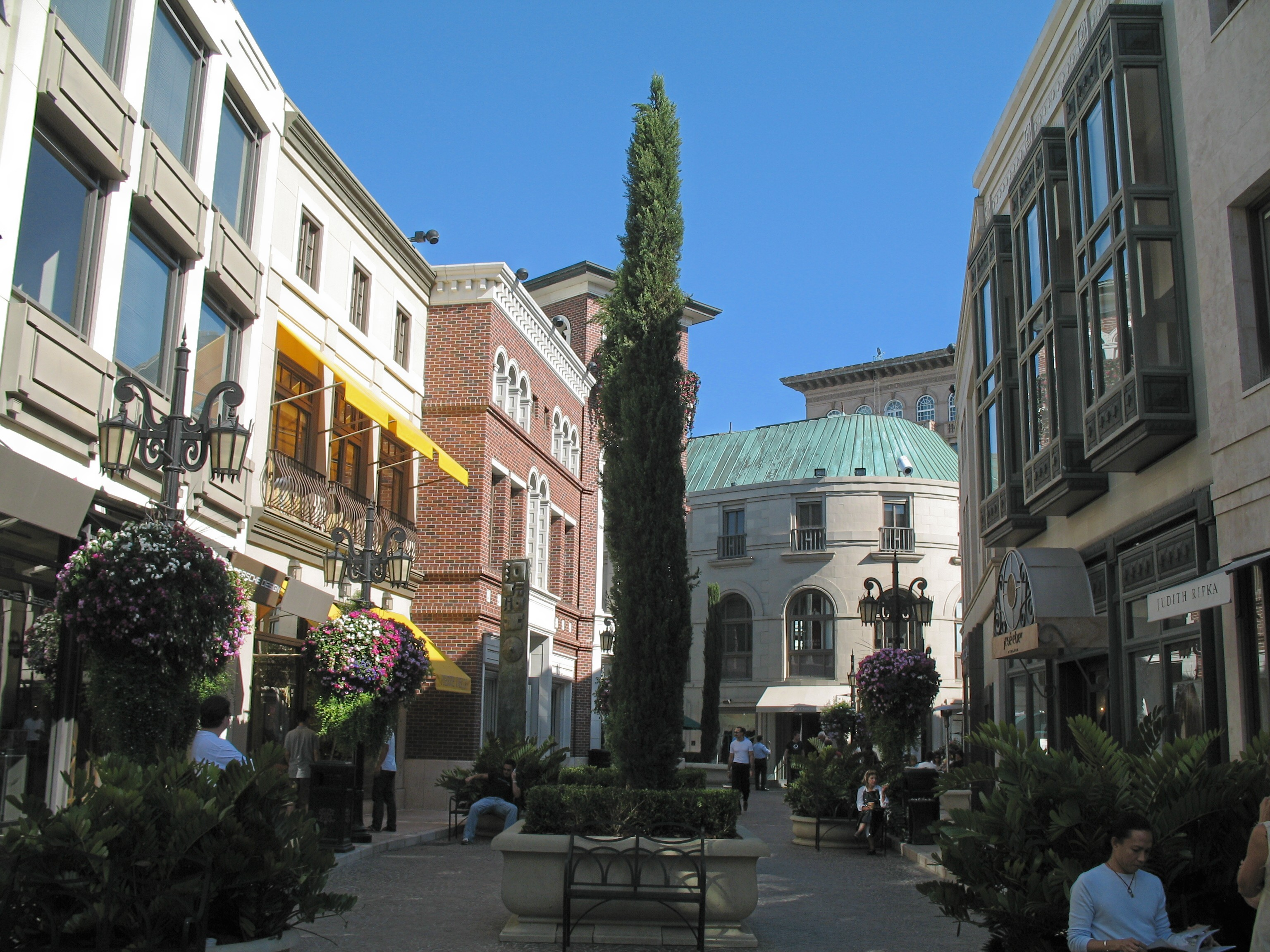
ビバリーヒルズのロデオドライブ

| - アメリカーナ・アット・ブランド - ベラテラ - ビバリーセンター - ザ・ブロック・アット・オレンジ - セリトス・オートスクエア - セリトス・タウンセンター - デルアモ・モール - ダウンタウン・ディズニー - ファッション・アイランド - グレンデール・ガレリア - ザ・グローブ・アット・ファーマーズマーケット - ハリウッド・アンド・ハイランド - アーバイン・スペクトラ・センター - ロスセリトス・センター - オールドパサデナ | - オンタリオ・ミルズ - パセオ・コロラド - ロデオ・ドライブ - サウスベイ・ガレリア - サウスコースト・プラザ - ストーンウッド・センター - サードストリート・プロムナード - ユニバーサル・シティウォーク - バレンシア・タウンセンター - ビクトリア・ガーデンズ - ウェストフィールド・センチュリーシティ - ウェストフィールド・メインプレイス - ウェストフィールド・サンタアナ - ウェストフィールド・トパンガ - ウェストサイド・パビリオン |

### 映画スタジオ

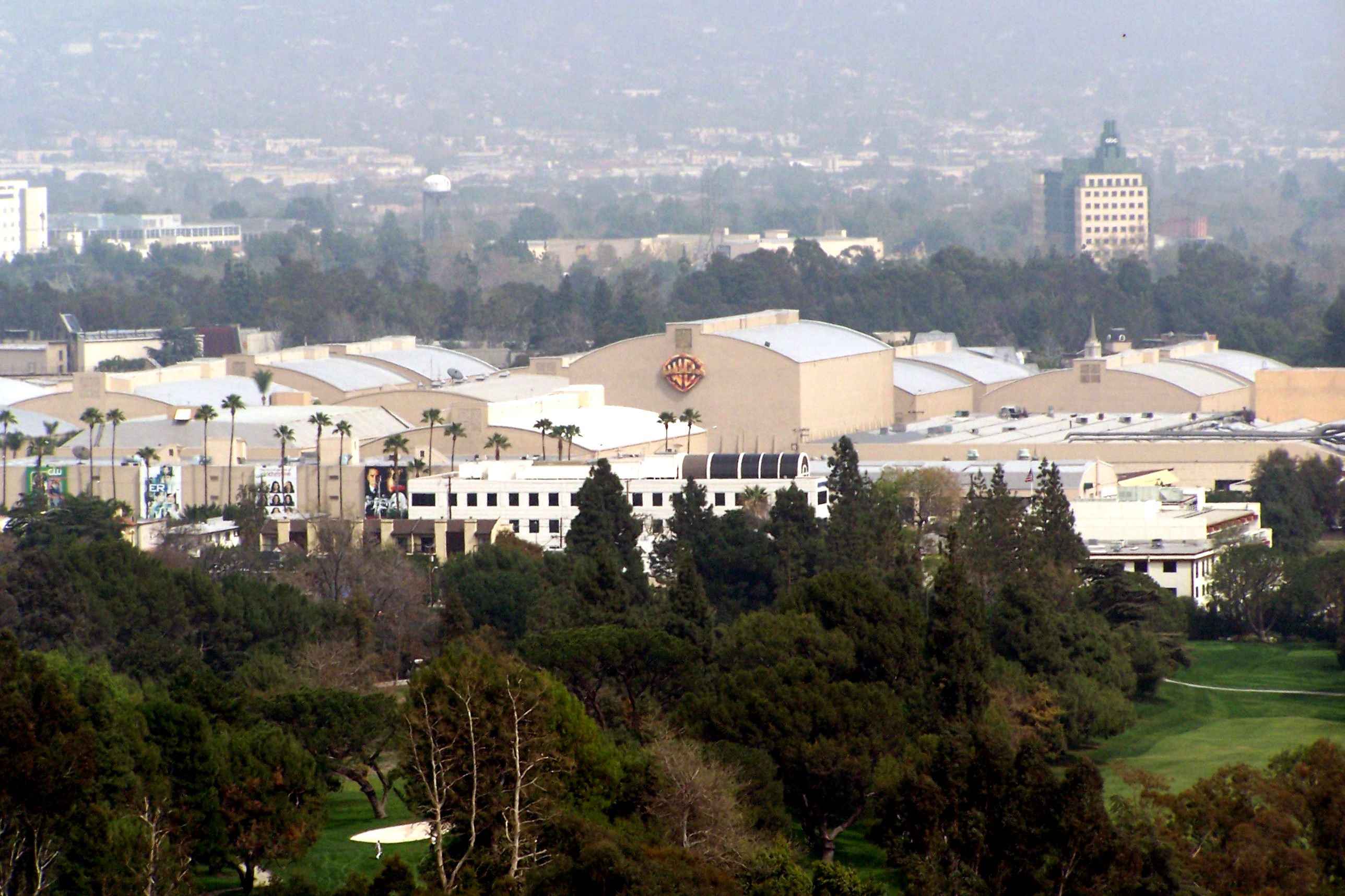
ワーナー・ブラザース・スタジオズ、サンフェルナンド・バレー

| - CBSテレビジョンシティ - CBS スタジオセンター - CBS コロンビアスクエア - チャーリー・チャップリン・スタジオズ - レン・マー・スタジオズ - パラマウント・スタジオズ - NBCスタジオ - ウォルト・ディズニー・スタジオズ - ゴールデンオーク・ランチ - ハリウッド・センタースタジオズ - ユニバーサル・スタジオズ | - ザ・プロスペクト・スタジオズ - メトロｍディア・スクエア - サンタクラリタ・スタジオズ - ネスター・スタジオズ - 20世紀フォックス - ソニーピクチャーズエンタテインメント - フォックス・テレビジョンセンター - ニッケルデオン・アニメーションスタジオズ - サンセットゴーワー・スタジオズ - ダウニー・スタジオズ - ワーナー・ブラザース・スタジオズ |

### ウォーターパーク
- レイジングウォーターズ
- ノッツソークシティUSA
- シックスフラッグス・ハリケーンハーバー
- ワイルドリバーズ（2015年に再オープンの見込み[28]）

### 動物園と水族館

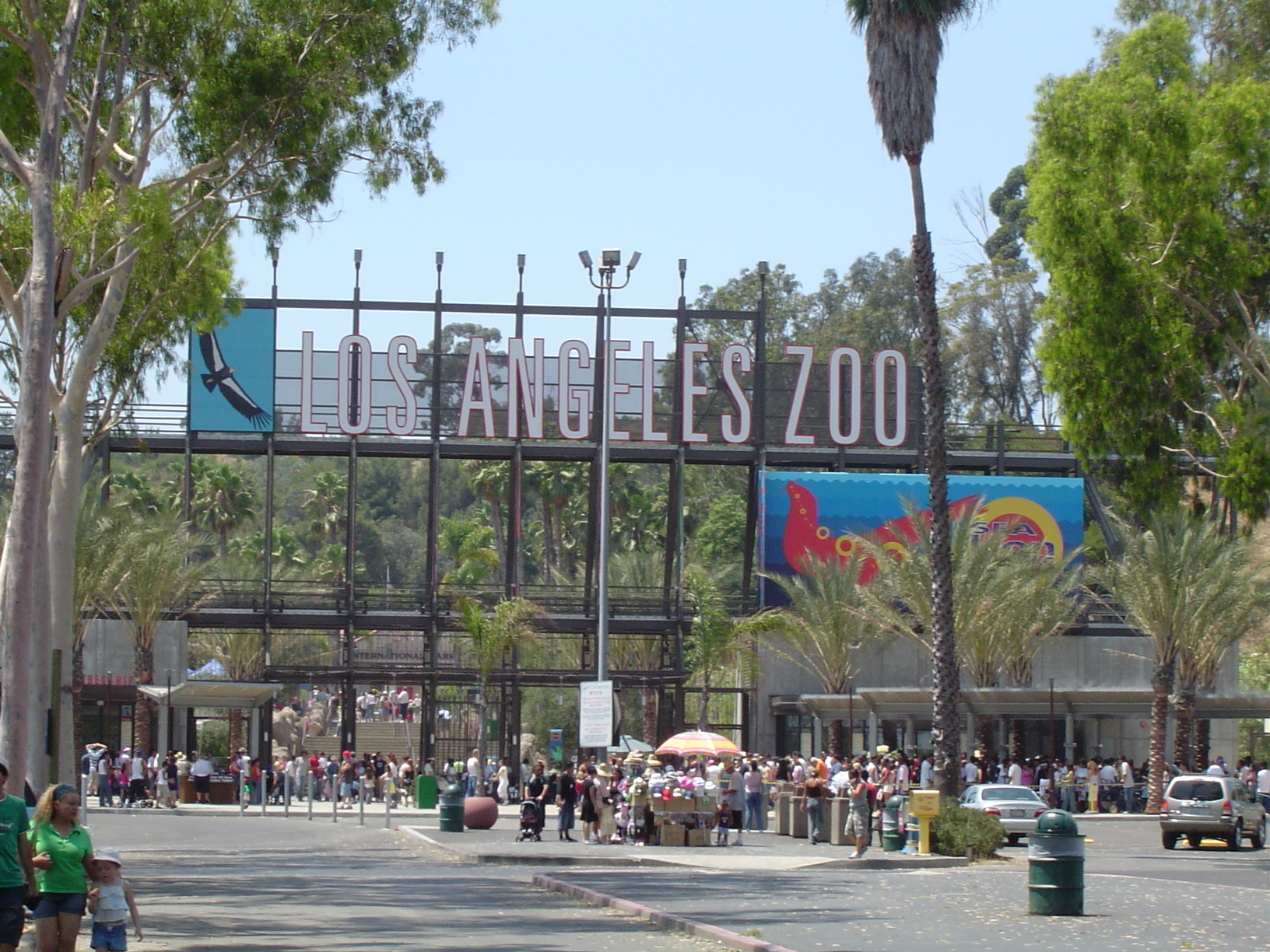
ロサンゼルス動物園

- ロサンゼルス動物園
- サンタアナ動物園
- 太平洋水族館

### ナイトライフ
- ハリウッド
- ウェスト・ハリウッド
- サンセット・ストリップ
- サンタモニカ
- ハンティントンビーチ
- ダウンタウン・ロサンゼルス
- ダウンタウン・ロングビーチ

### 博物館、図書館など
| - ボーワーズ博物館 - ヘリテージスクエア博物館 - カリフォルニア科学センター - 発見科学センター - ゲッティセンター - ゲッティビラ - グリフィス天文台 - ハンティントン図書館 - ラベラ・タール・ピッツ - ロサンゼルス郡美術館 | - ロサンゼルス郡自然史博物館 - ノートン・サイモン博物館 - キッドスペース子供博物館 - ロサンゼルス現代博物館 - ラテンアメリカ美術館 - トレランス博物館 - ピーターソン自動車博物館 - リチャード・ニクソン大統領図書館・博物館 - ロナルド・レーガン大統領図書館 - トヨタUSA自動車博物館 |

### その他
- クイーンメリー[29]
- ミッションイン[30]

### 主要業務地区
ロサンゼルス大都市圏にはその都市化地域全体に大きな業務地区がある。中心業務地区はロサンゼルス中心街の中にある。ロサンゼルス市域内にはバンカーヒルなど多くの地区があり、これらはウィルシャー・ブールバードを埋めるセンチュリーシティと事業である。その他ロサンゼルス市に近い主要地区としてはロングビーチ中心街、グレンデール中心街およびバーバンク中心街がある。ロサンゼルス大都市圏の南部ではニューポートセンター、サウスコーストメトロ、および開発中のアーバイン業務地区がある。東部ではリバーサイド中心街とサンバーナーディーノ中心街がある。

## 交通

### 商業空港
| 空港                       | 空港コード | ICAOコード | 所在郡                 |
| -------------------------- | ---------- | ---------- | ---------------------- |
| ロサンゼルス国際空港       | LAX        | KLAX       | ロサンゼルス郡         |
| オンタリオ国際空港         | ONT        | KONT       | サンバーナーディーノ郡 |
| ジョン・ウェイン空港       | SNA        | KSNA       | オレンジ郡             |
| ハリウッド・バーバンク空港 | BUR        | KBUR       | ロサンゼルス郡         |
| ロングビーチ空港           | LGB        | KLGB       | ロサンゼルス郡         |

## スポーツ
| チーム                       | スポーツ               | リーグ                                        | 本拠地                                   |
| ---------------------------- | ---------------------- | --------------------------------------------- | ---------------------------------------- |
| ロサンゼルス・ドジャース     | 野球                   | メジャーリーグベースボール - ナショナルリーグ | ドジャー・スタジアム                     |
| ロサンゼルス・エンゼルス     | 野球                   | メジャーリーグベースボール - アメリカンリーグ | エンゼル・スタジアム・オブ・アナハイム   |
| ロサンゼルス・レイカーズ     | バスケットボール       | NBA                                           | ステイプルズ・センター                   |
| ロサンゼルス・クリッパーズ   | バスケットボール       | NBA                                           | ステイプルズ・センター                   |
| ロサンゼルス・キングス       | アイスホッケー         | NHL                                           | ステイプルズ・センター                   |
| アナハイム・ダックス         | アイスホッケー         | NHL                                           | ホンダセンター                           |
| ロサンゼルス・ギャラクシー   | サッカー               | メジャーリーグサッカー                        | スタブハブ・センター                     |
| ロサンゼルスFC               | サッカー               | メジャーリーグサッカー                        | バンク・オブ・カリフォルニア・スタジアム |
| ロサンゼルス・スパークス     | バスケットボール       | WNBA                                          | ステイプルズ・センター                   |
| ロサンゼルス・ラムズ         | アメリカンフットボール | NFL                                           | ロサンゼルス・メモリアル・コロシアム     |
| ロサンゼルス・チャージャーズ | アメリカンフットボール | NFL                                           | スタブハブ・センター                     |

ロサンゼルス大都市圏には、競馬場としてサンタアニタパーク競馬場、自動車レース会場としてオートクラブ・スピードウェイ、ロングビーチ・ストリートサーキット、アーウィンデール・スピードウェイ、オートクラブ・ポモナ・レースウェイの4か所がある。ロサンゼルス市はこれまで1932年と1984年に2回、夏季オリンピックを開催してきた。

全体としてロサンゼルス地域は国内の他都市に比べて、カレッジやプロを問わずあらゆるスポーツで全国チャンピオンになった回数が多い。テキサス州と比べると4倍、ニューヨーク市と比べると2倍以上になっている。